# Merrilee & the Turnabouts
Merrilee & the Turnabouts was een Amerikaanse r&b- en popband.

## Geschiedenis
De uit Seattle afkomstige Merrilee Rush (geboren als Merrilee Gunst, 26 januari 1944), formeerde in 1964 de band Merrilee & the Turnabouts. In 1965 ging de band met Paul Revere & the Raiders op tournee en kreeg daardoor een platencontract. In 1968 publiceerden ze hun eerste debuutsingle Angel of the Morning en scoorden direct een bestseller. De song werd oorspronkelijk gezongen door Evie Sands in 1967 en in de daaropvolgende jaren gecoverd door veel beroemde artiesten, waaronder P.P. Arnold, Juice Newton, ABBA, Olivia Newton-John, Bonnie Tyler, Dusty Springfield, Rita Wilson, Billie Davis, The New Seekers en The Pretenders.

## Onderscheidingen
Merrilee Rush werd met de song Angel of the Morning genomineerd voor de Grammy Award in de categorie «Female Vocalist of the Year».

## Discografie

### Singles
- 1965: Party Song / It's Alright
- 1967: Lovers Never Say Goodbye / Tell Me the Truth
- 1967: How's the Weather on Your Street / See Me I'm Smiling
- 1968: Angel of the Morning / Reap What You Sow
- 1968: That Kind of Woman / Sunshine & Roses